# Hímen
O hímen é uma película dérmica presente na entrada da vagina. É impermeável, e normalmente possui uma abertura anelar, por onde são eliminadas secreções e a menstruação. Em certos casos, a abertura é muito estreita ou pode não existir, requerendo intervenção cirúrgica para evitar a retenção de líquidos. 
O hímen existe em certos mamíferos para proteger as fêmeas durante a sua infância dos riscos de infecções genitais. Daí durante esta fase da vida das meninas, ser uma membrana relativamente espessa e resistente, no entanto com o aproximar da puberdade essa membrana torna-se muito fina e pouco resistente.
O hímen é geralmente rompido de forma permanente quando a mulher pratica sua primeira relação sexual. Criaram-se no entanto mitos devido ao tabu "sexo", sobre a existência de dor e sangramentos abundantes na altura da defloração, o que vem prolongando ao longo de gerações os receios de muitas mulheres durante a primeira prática de coito, sendo inclusivamente muitas vezes este receio e as "pressas" do parceiro, ainda um dos maiores responsáveis por algum desconforto das mulheres na(s) sua(s) primeira(as) prática(s) de coito. Quando "as coisas são bem feitas" e acima de tudo com ambos conscientes e perfeitamente à vontade com o que estão a fazer, uma grande maioria das mulheres não só não sente nenhuma dor nem ardor na altura em que ocorre a defloração, como praticamente não ocorre grande sangramento e quando ocorre é de tal modo insignificante que é estancado pela própria pressão do pênis contra as paredes da vagina; percebendo-se só a mulher muitas vezes desse sangramento quando depois de vestir a sua roupa intima verifica ao tira-la uma pequena mancha de sangue.
É claro que em casos raros em que o hímen é mais espesso que o normal, mesmo com uma perfeita dilatação e lubrificação, pode ocorrer alguma dor ou ardor com a defloração. Havendo casos tais em que a espessura do hímen obriga a uma pequena intervenção médica para "facilitar" um futuro coito o menos problemático possível.
Durante muito tempo a presença do hímen foi erradamente considerada um símbolo de virgindade, honra e pureza entre os mais tradicionalistas. No entanto, há casos em que não há rompimento da membrana: quando o hímen é inexistente por razões congénitas (nascem sem hímen); quando existe um orifício único no hímen e este é largo; quando o hímen é complacente, ou seja, sua constituição é mais elástica do que o comum, ajustando-se ao diâmetro do pênis e após o coito volta ao estado original, podendo só se vir a romper num coito mais "apressado" em que a lubrificação e/ou dilatação não é a ideal ou mesmo só num parto.

## Mamíferos que apresentam hímen
Várias espécies de mamíferos, além do ser humano, podem ter a presença do hímen nas fêmeas. Estudos antigos davam conta de que era presente em animais como girafa, hiena, porco ou urso. Alguns mamíferos que podem apresentar hímen:
- Camelídeos, como as alpacas e lhamas.[2]
- Chimpanzés e outros primatas têm hímen bem desenvolvido, como os lêmures.[3]
- Elefantes[4]
- Equinos[5]
- Peixe-bois[6]
- Bovinos[7]